# Cosoleacaque
Cosoleacaque – miasto w Meksyku, w stanie Veracruz.